# Azerbaijão nos Jogos Olímpicos de Inverno de 1998

O Azerbaijão participou dos Jogos Olímpicos de Inverno de 1998 em Nagano, no Japão. O país estreou nos Jogos em 1998 e em Nagano fez sua 1ª apresentação, sem conquistar nenhuma medalha.